# Зірекла
Зірекла́ (рос. Зирекла) — селище у складі Сєверного району Оренбурзької області, Росія.

## Населення
Населення — 33 особи (2010; 55 у 2002).
Національний склад (станом на 2002 рік):
- татари — 98 %